# كهنغان
كهنغان هي قرية في مقاطعة سميرم، إيران. يقدر عدد سكانها بـ 979 نسمة بحسب إحصاء 2016.